# Thelaira haematodes
Thelaira haematodes là một loài ruồi trong họ Tachinidae.